# 187-ма резервна дивізія (Третій Рейх)
187-ма резервна дивізія (Третій Рейх) (нім. 187. Reserve-Division) — резервна піхотна дивізія Вермахту, що входила до складу німецьких сухопутних військ у роки Другої світової війни.

## Історія
187-ма резервна дивізія сформована 1 жовтня 1942 року на території Хорватії шляхом реорганізації дивізії № 187, що була заснована у серпні 1939 року. Головним завданням дивізії було навчання особового складу збройних сил Незалежної Держави Хорватія, а також охорона важливих об'єктів тилу, у першу чергу залізничного сполучення, на території окупованої Сербії. Формування дивізії залучалися до проведення антипартизанських операцій проти югославського руху опору в районі Нова Градишка, Пакраць, Тузла, Б'єловар, Вінковці, Чазма, Вировитиця.
22 грудня 1943 року 187-ма резервна дивізія, що входила до складу LXIX резервного корпусу, була переформована на 42-гу єгерську дивізію вермахту.

## Райони бойових дій
- Хорватія, Боснія (жовтень 1942 — грудень 1943)

## Командування

### Командири
- генерал-лейтенант Йозеф Браунер фон Гайдрінген (1 жовтня 1942 — 22 грудня 1943)

### Підпорядкованість
| Час      | Корпус                      | Армія                       | Група армій (округ) | Штаб     |
| -------- | --------------------------- | --------------------------- | ------------------- | -------- |
| 1942     |                             |                             |                     |          |
| листопад | Війська вермахту в Хорватії | Війська вермахту в Хорватії | Група армій «E»     | Хорватія |
| 1943     |                             |                             |                     |          |
| січень   | Війська вермахту в Хорватії | Війська вермахту в Хорватії | Група армій «E»     | Хорватія |
| вересень | LXIX рез.корп.              | 2-га танкова армія          | Група армій «F»     | Хорватія |

### Склад
| 1944                                   |
| -------------------------------------- |
| 45-й резервний гренадерський полк      |
| 130-й резервний гренадерський полк     |
| 462-й резервний гренадерський полк     |
| 96-й артилерійський полк               |
| 86-й інженерний батальйон              |
| 1087-ма рота зв'язку                   |
| 1087-ма санітарна група                |
| 887-ме дивізійне управління постачання |